# Miejski Dom Kultury „Ligota” w Katowicach
Miejski Dom Kultury „Ligota” w Katowicach – instytucja kulturalna, znajdująca się przy ulicy Franciszkańskiej w katowickiej dzielnicy Ligota-Panewniki.

## Historia
Budynek Miejskiego Domu Kultury został początkowo wybudowany jako secesyjna willa dla dyrektora Ligockiej Fabryki Chemicznej. Obiekt został wzniesiony w roku 1910 przy ulicy Franciszkańskiej 33. MDK „Ligota” na początku lat 80 funkcjonował jako filia Domu Kultury Koszutka. Na mocy uchwały Miejskiej Rady Narodowej w Katowicach z dnia 28 kwietnia 1987 został przekształcony w samodzielną instytucje kulturalną. W latach 1991–1993, przeprowadzony został kapitalny remont budynku, oraz dobudowane zostały dodatkowe pomieszczenia po stronie zachodniej. 
Wewnątrz budynku znajduje się również młodzieżowa filia Miejskiej Biblioteki Publicznej w Katowicach (filia nr 5).

## Organizacja wydarzeń kulturalnych
Miejski Dom Kultury „Ligota” organizuje wydarzenia kulturalne na terenie całego województwa.                                                                                                                            Przykładami takich wydarzeń są między innymi: 
- Organizowany od 2009 Wojewódzki Festiwal Młodych Wirtuozów im. Bolesława Szabelskiego „Ligoton”[3].
- Organizowane od 1995 „Święto Kwitnących Głogów”[4]
- Regularne spotkania ze znanymi na Śląsku osobami np. Eugeniuszem „Geno” Witek
- Spotkania z radnymi katowickiej rady miejskiej